# Röplap
A röplap a szabad elektronikus média előtt politikai hírek, vélemények, felhívások gyors, közvetlen terjesztésére használt sajtótermék volt. A röpirat legkisebb terjedelmű változata. Kulturális, kereskedelmi változata a szórólap.

## Etimológia
A röp + lap, a német Flugblatt szó tükörfordítása.

## Története

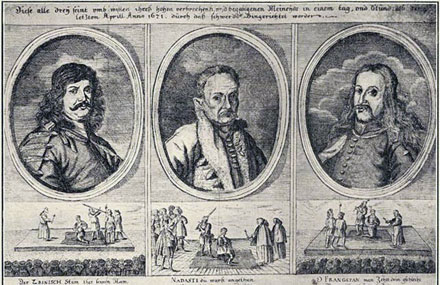
Röplap Zrínyi, Frangepán és Nádasdy kivégzéséről, 1671

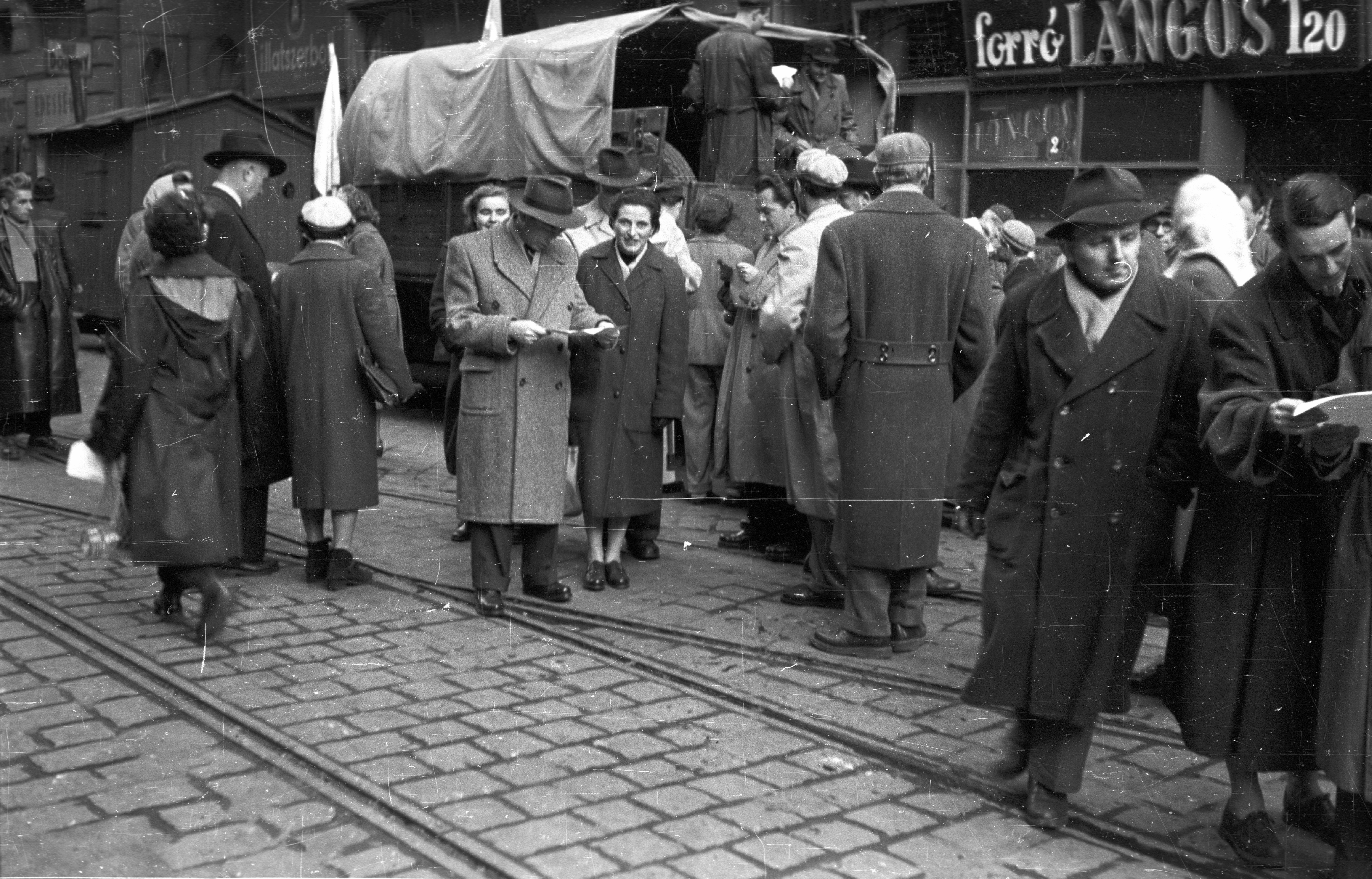
Röplaposztás Budapesten, az 1956-os forradalom alatt

### Események, amelyekben felhasználták
- Politikai röplap: Bartholomaeus Gothan: Uan Deme Quaden Thyrane Dracole Wyda (1485 körül)
- a mohácsi csata bécsi szemtanújának tudósítása, 1526
- Zrínyi Péter, Frangepán Ferenc Kristóf, Nádasdy Ferenc kivégzése, 1671
- Novák Dániel kivégzése, 1849
- 20. század eleji munkásmozgalmi küzdelmek, Európa
- Fehér Rózsa, Német Birodalom, 1942–43
- Amerikai léggömb-propaganda a hidegháborúban, Kelet-Közép-Európa, 1951–56
- 1956-os forradalom
- Márciusban újrakezdjük, Magyarország, 1957

## Sokszorosítása
A kézzel írt lapok után, írógépen másolópapírra, stencilezéssel, fotó- vagy nyomdatechnikai eljárással készült.

## Terjesztése
Kézi szórólapként, kerékpárról, villamosról, autóról, repülőről szokás terjeszteni.

## A művészetben